# 東京ケーブルネットワーク
東京ケーブルネットワーク株式会社（とうきょうケーブルネットワーク、英: Tokyo Cable Network,Inc.）は、東京都文京区に本社のあるケーブルテレビ局で、株式会社東京ドームの持分法適用関連会社である。

## 概要
開局当初は文京区のみでサービスを提供していたため、社名が文京ケーブルネットワーク（ぶんきょうケーブルネットワーク）だった。荒川区・千代田区へ提供エリアを拡大する際に、現在の社名に変更した。
1988年の開局当初から、東京ドームで行われるプロ野球、都市対抗野球大会（社会人）、ならびにアメリカンフットボールの試合の番組制作を行い、コミュニティチャンネルで放送。それらの番組は地上波局や専門チャンネルと提携し、日本全国にも配信し、番組制作会社としての面も持つ（制作部門はTCPが担当だが、クレジットでは『東京ケーブルネットワーク』となる場合が多い）。
また、TCNケーブルNETというサービス名でインターネット接続サービス・KDDIと提携し、ケーブルプラス電話というサービスで電話事業をも行っている。

## 歴史
- 1985年（昭和60年）3月20日 - 文京ケーブルネットワーク（BCN）として設立。
- 1988年（昭和63年）4月1日 - 文京区で開局（東京都区部で初めて設けられた都市ケーブルテレビ）。
- 1989年（平成1年）11月18日 - 事業拡大のため、現在の東京ケーブルネットワーク（TCN）に社名を改める。
- 1991年（平成3年）9月1日 - 荒川区でのサービス開始。
- 1995年（平成7年）4月1日 - ケーブルテレビ電話と高速データ通信サービスを同時開始。
- 1997年（平成9年）12月 - 千代田区でのサービス開始。
- 1998年（平成10年） - ケーブルインターネット事業を文京区で開始。
- 1999年（平成11年） - ケーブルインターネット事業を荒川区で開始。
- 2000年（平成12年） - ケーブルインターネット事業を千代田区で開始。
- 2009年（平成21年） - 新ロゴ（CI）を制定。
- 2010年（平成22年） - KDDIと提携してケーブルプラス電話を導入。

## サービスエリア
全て東京都。
- 文京区
- 荒川区
- 千代田区
- 中央区の一部
- 新宿区の一部

特記事項
- 上記提供エリア以外でも設備の都合上未提供地域が生じる地域がある。中央区・新宿区で加入申し込みの際は対象地域であるか要問合せ
- 千代田区・中央区（一部）ではケーブルプラス電話、新宿区（一部）ではTCNワイヤレス（無線wi-fi）は使用不可
- またTCN光インターネットは文京・荒川両区の対応した住宅（戸建て・マンション・アパートなどの集合住宅）で対応可能（但し文京区本駒込・千駄木・本郷・湯島の一部と、荒川区西日暮里・南千住の一部地域では光インターネット未提供地域あり）

## 主な放送チャンネル

### 地上波系列別再送信局
| NHK-G   | NHK-E   | NNN/NNS    | ANN        | JNN       | TXN        | FNN/FNS    | JAITS                        |
| ------- | ------- | ---------- | ---------- | --------- | ---------- | ---------- | ---------------------------- |
| NHK東京 | NHK東京 | 日本テレビ | テレビ朝日 | TBSテレビ | テレビ東京 | フジテレビ | TOKYO MX テレ玉 tvk チバテレ |

### テレビ局
| デジタル    | 放送局                                   |
| ----------- | ---------------------------------------- |
| D011 - 012  | NHK総合                                  |
| D021 - 023  | NHK Eテレ                                |
| D031※       | tvk                                      |
| D031-2※     | チバテレ                                 |
| D031-3※     | テレ玉                                   |
| D041 - 042  | 日本テレビ                               |
| D051 - 053  | テレビ朝日                               |
| D061 - 062  | TBSテレビ                                |
| D071 - 073  | テレビ東京                               |
| D081 - 083  | フジテレビ                               |
| D091 - 093  | TOKYO MX                                 |
| D101 - 102  | あらぶんちょ10チャンネル                 |
| D111 - 112  | コミュニティチャンネル                   |
| BS101       | NHK BS                                   |
| BS141 - 143 | BS日テレ                                 |
| BS151 - 153 | BS朝日                                   |
| BS161 - 163 | BS-TBS                                   |
| BS171 - 173 | BSテレ東                                 |
| BS181 - 183 | BSフジ                                   |
| BS191       | WOWOWプライム                            |
| BS192       | WOWOWライブ                              |
| BS193       | WOWOWシネマ                              |
| BS200       | BS10                                     |
| BS201       | BS10スターチャンネル                     |
| BS211       | BS11                                     |
| BS222       | TwellV                                   |
| BS231       | 放送大学テレビ                           |
| BS234       | グリーンチャンネル                       |
| BS236       | BSアニマックス                           |
| BS242       | J SPORTS 1                               |
| BS243       | J SPORTS 2                               |
| BS244       | J SPORTS 3                               |
| BS245       | J SPORTS 4                               |
| BS251       | BS釣りビジョン                           |
| BS252       | WOWOWプラス                              |
| BS255       | 日本映画専門チャンネル                   |
| 2BS56       | ディズニー・チャンネル                   |
| BS260       | J:COM BS                                 |
| BS265       | BSよしもと                               |
| BS531       | 放送大学ラジオ                           |
| BS4K101     | NHK BSプレミアム4K                       |
| BS4K102     | NHK BS8K                                 |
| BS4K141     | BS日テレ 4K                              |
| BS4K151     | BS朝日 4K                                |
| BS4K161     | BS-TBS 4K                                |
| BS4K171     | BSテレ東 4K                              |
| BS4K181     | BSフジ 4K                                |
| BS4K211     | ショップチャンネル 4K                    |
| J513        | フジテレビNEXT ライブ・プレミアム（HD）  |
| J514        | フジテレビONE スポーツ・バラエティ（HD） |
| J515        | フジテレビTWO ドラマ・アニメ（HD）       |
| J525        | 女性チャンネル♪LaLa TV（HD）             |
| J530        | J SPORTS 3 HD                            |
| J531        | J SPORTS 1 HD                            |
| J532        | J SPORTS 2 HD                            |
| J533        | J SPORTS 4 HD                            |
| J536        | 日テレジータス HD                        |
| J537        | ゴルフネットワークHD                     |
| J541        | 釣りビジョンHD                           |
| J547        | KBS WORLD HD                             |
| J550        | チャンネルNECO-HD                        |
| J552        | 日本映画専門チャンネルHD                 |
| J553        | 時代劇専門チャンネルHD                   |
| J555        | スーパー!ドラマTV HD                     |
| J556        | ムービープラスHD                         |
| J559        | ザ・シネマHD                             |
| J563        | 衛星劇場HD                               |
| J565        | TBSチャンネルHD                          |
| J596        | ディスカバリーチャンネル ハイビジョン    |
| J700        | えんてれ                                 |
| J701        | ファッションTV                           |
| J702        | ジュエリー☆Gem Shopping TV               |
| J710        | ショップチャンネル                       |
| J711        | QVC                                      |
| J722        | MONDO TV                                 |
| J724        | 囲碁・将棋チャンネル                     |
| J725        | 女性チャンネル♪LaLa TV                   |
| J729        | 旅チャンネル                             |
| J730        | J SPORTS 3                               |
| J731        | J SPORTS 1                               |
| J732        | J SPORTS 2                               |
| J734        | スカイA                                  |
| J735        | GAORA SPORTS                             |
| J736        | 日テレジータス                           |
| J737        | ゴルフネットワーク                       |
| J748        | チャンネル銀河                           |
| J749        | アジアドラマチックTV★So-net              |
| J750        | チャンネルNECO                           |
| J751        | ファミリー劇場                           |
| J752        | 日本映画専門チャンネル                   |
| J753        | 時代劇専門チャンネル                     |
| J754        | Dlife                                    |
| J755        | スーパー!ドラマTV                        |
| J756        | ムービープラス                           |
| J757        | アクションチャンネル                     |
| J758        | ミステリーチャンネル                     |
| J759        | ザ・シネマ                               |
| J763        | 衛星劇場                                 |
| J764        | 東映チャンネル                           |
| J765        | TBSチャンネル                            |
| J766        | テレ朝チャンネル                         |
| J767        | 日テレプラス                             |
| J768        | ホームドラマチャンネル                   |
| J769        | V☆パラダイス                             |
| J770        | スペースシャワーTV                       |
| J771        | Mnet                                     |
| J772        | MTV                                      |
| J773        | MUSIC ON! TV（エムオン!）                |
| J780        | カートゥーン ネットワーク                |
| J781        | キッズステーション                       |
| J782        | アニマックス                             |
| J783        | アニメシアターX（AT-X）                  |
| J789        | TV5MONDE                                 |
| J790        | 日経CNBC                                 |
| J791        | BBCワールド                              |
| J792        | CNNj                                     |
| J793        | 日テレNEWS24                             |
| J794        | TBS NEWS                                 |
| J795        | テレ朝チャンネル2                        |
| J796        | ディスカバリーチャンネル                 |
| J797        | アニマルプラネット                       |
| J798        | ヒストリーチャンネル                     |
| J799        | ナショナル ジオグラフィック              |
| J810        | グリーンチャンネル                       |
| J811        | グリーンチャンネル2                      |
| J812        | SPEEDチャンネル                          |
| J950        | プレイボーイチャンネル                   |
| J951        | レインボーチャンネル                     |
| J952        | ミッドナイト・ブルー                     |
| J953        | パラダイステレビ                         |
| J954        | ピンクチェリー                           |

- デジタルTVはJC-HITSを使用している。
- 地上デジタル放送はパススルー方式のため、地上デジタル対応テレビまたはチューナーであれば視聴可能。
- テレ玉・tvk・チバテレのデジタルは試験配信。

### FMラジオ局
| MHz  | 放送局      |
| ---- | ----------- |
| 76.5 | InterFM     |
| 77.7 | TOKYO FM    |
| 78.3 | FM Yokohama |
| 78.9 | NHKFM       |
| 83.1 | J-WAVE      |
| 83.7 | NACK5       |
| 84.2 | FM FUJI     |
| 85.7 | Bay FM      |

## コミュニティチャンネル
- 行政区別に愛称を付け、内容を分けている。
  - 文京区『文京区民チャンネル』
  - 荒川区『マイチャンネルあらかわ』（荒川ケーブルテレビでも同じ内容を放送）
  - 千代田区『ちよだ11チャンネル』
- 2012年より地上デジタル10チャンネルを開始
  - 『あらぶんちょ10チャンネル』
- 2010年よりデータ放送対応、2013年よりハイビジョン化。
- 自社制作番組のメインは、2002年より続くあらぶんちょ!である。

## 番組制作実績

### スポーツ
- プロ野球中継（読売ジャイアンツ（=日テレ、日テレG+〈「直生」、「ジャイアンツ プレ&ポストゲームショー」の試合前後の放送は完全提供〉）・北海道日本ハムファイターズ（=GAORA、テレ玉、チバテレ、TOKYO MXなど）・アジアシリーズ〈海外用とCS用と東京ドーム内用〉。過去に千葉ロッテマリーンズ主催試合=チバテレビ製作の技術協力と東京ヤクルトスワローズ（=TOKYO MX）主催試合の技術協力をしたこともあった）
- プロ野球ドラフト会議（スカイ・A。司会者などは朝日放送側が用意する）
- 都市対抗野球大会（J SPORTS。製作クレジット上は放送局の表記がなく、TCN単独）
  - 都市対抗野球ハイライト（2014年 テレ玉配給・5いっしょ3ちゃんねる。TCNも協力）
- アメリカンフットボール・Xリーグ、ライスボウル、関東大学リーグ（おもに東京ドーム開催分。スカイ・A）
- nakata.net TV（パーフェクト・チョイス）
- プロレス（後楽園ホールなどで開催される試合。サムライTV・GAORAなど）
- モータースポーツ（インディー500など。GAORA）
- テニスATP・WTA公式戦（GAORAなど）
- SPEEDチャンネルの運営管理
- 東京武蔵野ユナイテッドFCコミュニティ

TCNと同じ文京区にあり、出資元でもある東京ドームに自社用の放送席などの設備を持っているため、東京ドームでのスポーツ中継に携わることが多い。
CSの専門チャンネルが多数できる以前には、プロ野球や後楽園ホールのプロレスを自主製作チャンネルで放映していたこともあった（中には日本テレビ放送網のアナウンサーが実況した試合も存在する）。
現在でも、都市対抗野球大会はGAORA→J SPORTS、東京ドームでのXリーグの中継についてはスカイ・Aでの全国配信を行っている。
都市対抗の場合は、同じ内容の中継を、2つのチャンネルで同日重複放送〔大半はサイマル〕していることになる（またGAORA時代、都市対抗の一部の試合はプロ野球の絡みで録画放送だった。）。
なお2011年の都市対抗は、初の関東以外での開催となる京セラドーム大阪での試合で、GAORA/毎日放送が主導で製作しているが、TCN/TCPが協力団体として参加している関係で、実況担当者は主に東京開催の時とほぼ同じメンバーである。
Xリーグの場合はTCN自主製作チャンネルで全試合を生放送しているが、これとは別にスカイ・Aで一部の試合を除き、後日の時差放送を行っている。
プロ野球巨人戦については1軍の試合（年60試合前後 日本テレビ・BS日テレ・日テレG+に配給）については基本的に日テレ側が主導して制作を行い、スコアカウンターの字幕は日テレ仕様であるが、2軍戦（年数回開催）・試合開始前後の『ジャイアンツ プレ&ポストゲームショー』・宮崎・沖縄キャンプについてはTCN・TCPが協力しており、字幕スーパーもTCN仕様の表示がなされている。

### その他
- 日本大学・東亜大学の通信教育番組の制作
- ロト6抽選会
- QVCショッピングチャンネル

## 関連会社
- 株式会社TCP